# Guilhem de Balaun
Guilhem de Balaun (o de Balazuc segons algun cançoner) (finals del s.XII-primera meitat del s. XIII) fou un trobador occità. Se'n conserva només una cançó.

## Vida i obra
D'aquest trobador es conserven només una cançó i una extensa vida. Segons Boutière, cal identificar el seu lloc d'origen amb Baladuc (o Balazuc).
La vida, certament de tipus novel·lesc i no basada en fets reals, fa la funció de razó de la poesia conservada. En la vida s'explica que, després que Guilhem hagués ajudat Peire de Barjac a recuperar la seva dama i que aquest li hagués explicat que era molt més gran el goig de recuperar la dama més que no pas el d'obtenir-la per primer cop, Guilhem decidí provar si era veritat. Per això Guilhem allunyà de si la seva dama, Guilhelma de Jaujac, i la rebutjà. Tot i que ella intentà recuperar-lo, ell la maltractà. Tot això narrat extensament i amb detalls en la vida. Quan finalment Guilhem s'adonà que havia comès un error i intentà reparar-lo, la dama el rebutjà i aleshores Guilhem compongué la cançó Lo vers mou merceyan ves vos ("Començo el vers demanant-vos mercè"), que feu arribar a la Guilhelma de Jaujac a través de Bernat d'Andusa. Guilhelma només acceptà la reconciliació si Guilhem es feia treure i li enviava l'ungla del dit petit, cosa que Guilhem feu.

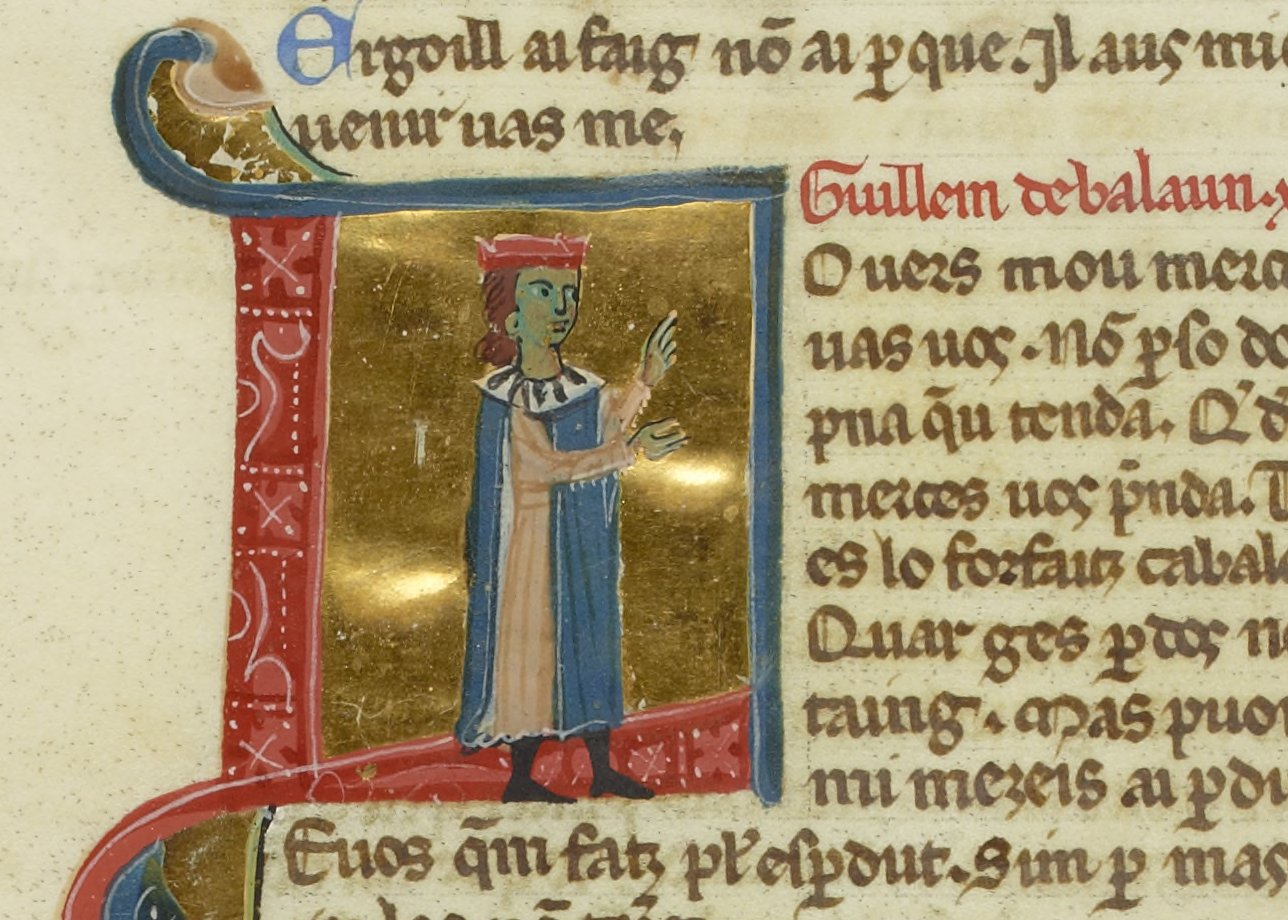
BnF ms. 854 fol. 111v, cançoner I

La cançó és recollida en diversos cançoners. La vida, evidentment, està feta en la funció d'interpretar la cançó i és producte novel·lesc, encara que els personatges esmentats puguin ser reals (com Bernat d'Andusa). La hipòtesi que el personatge esmentat sigui Bernat VII d'Andusa és el que fa situar a Boutière la poesia abans de 1223, data de la mort d'aquest personatge.

### Cançó
- (208,1)[3] Lo vers mou merceyan ves vos

### Repertoris
- Guido Favati (editor), Le biografie trovadoriche, testi provenzali dei secc. XIII e XIV, Bologna, Palmaverde, 1961, pàg. 258
- Martí de Riquer, Vidas y retratos de trovadores. Textos y miniaturas del siglo XIII, Barcelona, Círculo de Lectores, 1995 p. 170-176 [Reproducció de la vida i d'alguna razó, amb traducció a l'espanyol, i miniatures dels cançoners I i K]
- Jean Boutière / Alexander H. Schutz (editors), Biographies des troubadours : textes provençaux des XIIIe et XIVe siècle, París, Nizet, 1950, 1964, p. 141-149 [versió de H i de R]
- Alfred Pillet / Henry Carstens, Bibliographie der Troubadours von Dr. Alfred Pillet […] ergänzt, weitergeführt und herausgegeben von Dr. Henry Carstens. Halle : Niemeyer, 1933 [Guilhem de Balaun és el número PC 208]